# Bandeja (embalaje)
La bandeja es un recipiente bajo y ancho para el transporte y la presentación de productos. La bandeja constituye un apropiado embalaje para el transporte de productos autoportantes (latas, botes, botellas, etc.) Algunas de sus ventajas respecto a otros embalajes cerrados son las siguientes:
- Menor coste del producto por su menor desarrollo de plancha y menor complejidad de montaje
- Mayor rapidez de gestión en tienda. No es necesario retirar el embalaje que se coloca directamente en el lineal.
- Exposición continuada del producto.
- Menor impacto medioambiental.

También existen bandejas de cartón ondulado de grandes dimensiones proporcionales a las medidas de un palet convencional. Así encontramos bandejas con medidas de base iguales a las de un palet (800 cm. x 1200 cm.), un semipalet (800 cm. x 600 cm.) o cuarto de palet (400 cm. x 600 cm.). La utilidad de las mismas es que pueden colocarse directamente en el punto de venta como soporte y exposición del producto sin tener que colocarlo en el lineal. Suele tratarse de bandejas con los cantos altos para agrupar y sujetar bien el producto. Algunas son autoapilables, es decir, se encajan en las bandejas inferiores gracias a unos orificios o ranuras laterales. Otras son ligeramente troncocónicas de modo que se introducen dentro del perímetro de la bandeja inferior. Las bandejas de dimensiones de palet se utilizan para productos de alta rotación, generalmente, de gran consumo: arroz, azúcar, pasta, bebidas, detergentes, suavizantes, etc. 

## Montaje y envasado de bandejas
La bandeja puede fabricarse en muy diversos materiales: madera, plástico, cartoncillo, cartón ondulado, etc. 
En estos dos últimos casos, la bandeja puede ser:
- Automontable, en cuyo caso el montaje se realiza a mano. Se distinguen las siguientes:
  - Estándar. En las paredes cortas, la plancha de cartón tiene doble altura. La mitad superior se pliega sobre la inferior aprisionando las pestañas que nacen de las paredes largas. Se fija en la base por medio de dos pestañas en cada una de las caras cortas.
  - De cuatro puntos de pegado (uno en cada esquina), que permite mayor productividad en líneas de envasado manual. Las cuatro esquinas de la bandeja vienen pegadas y las paredes cortas se pliegan sobre las largas. De este modo el envasador solo tiene que abrir la bandeja para envasar el producto.
- Mecanizable. Necesita una máquina montadora que generalmente se integra en una línea de envasado automático.

El envasado de productos en bandeja se puede realizar a mano o con máquinas automáticas que se instalan al final de las líneas de envasado. Los equipos existenten se pueden clasificar en dos categorías: 
- Formadoras de bandejas. Montan la bandeja completa que pasan luego a una estación de envasado manual o automático o se utilizan como tapa para embalajes de tapa y fondo. La plancha se desliza hasta una superficie lisa al tiempo que se le inyecta cola en las esquinas. Entonces, baja un molde que la forma cerrando las paredes.
- Envasadoras en bandejas. Realizan el proceso completo de formado y envasado del producto. El procedimiento habitual suele ser el siguiente. Se forman y se encolan tres de las paredes de la bandeja de manera similar al caso anterior. En una ruta aparte, los productos son agrupados en número y forma determinada para que quepan en la superficie de la bandeja. Entonces, se deslizan por lado abierto que, una vez en su interior, se cierra por medio de cola caliente. Una vez envasado el producto, la mayoría de las bandejas (eminentemente, las que son más bajas que el producto) pasan por un horno de retractilar en el que se les aplica film plástico que por medio del calor y la presión se adapta a las dimensiones del paquete. De esta manera, se constituye un bulto compacto y seguro de cara a las operaciones de almacenamiento y transporte.

## Bandejas como envase

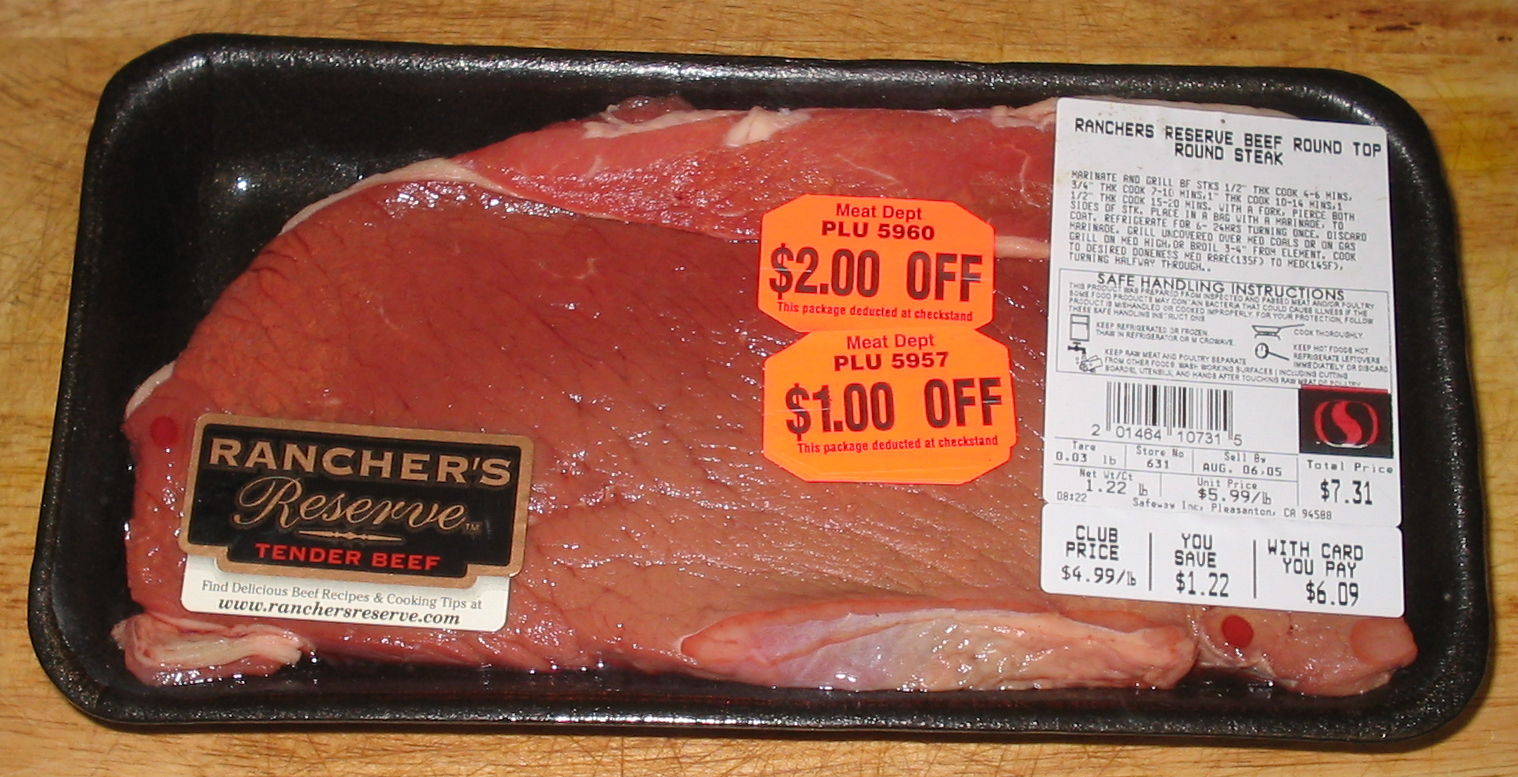
Bandeja de Poliestireno expandido para carne fresca

Las bandejas también pueden ejercer funciones de envase cuando entran en contacto directo con el producto. Tal es el caso de las bandejas de poliestireno expandido (EPS, según sus siglas en inglés). Debido a las cualidades de este material, se utilizan para el transporte de productos frescos (verduras, productos cárnicos, pescado).
Recientemente, se han comenzado a utilizar otros materiales reciclables y biodegradables como el cartón ondulado para la venta de productos frescos. En todos casos, el envasado se suele completar con film plástico para agrupar e inmovilizar los productos.